# Floresta Estadual de Owen-Putnam
Owen–Putnam State Forest é uma floresta estadual em Spencer, Indiana. A floresta oferece caça de esquilos, veados e perus, além de camping e trilhas para caminhadas, cavalgadas e bicicleta de montanha. As florestas de madeira de lei nas colinas do sul de Indiana também incluem um penhasco de arenito de 50 pés.

USA Indiana location map

1. ↑  Forestry (29 de janeiro de 2021). «Owen-Putnam State Forest». Forestry (em inglês). Consultado em 18 de outubro de 2022